# Yabbenohr
Yabbenohr är en ö i Marshallöarna.   Den ligger i kommunen Kwajalein, i den västra delen av Marshallöarna, 500 km väster om huvudstaden Majuro. Arean är 0,23 kvadratkilometer.
Terrängen på Yabbenohr är platt. Den sträcker sig 0,6 kilometer i nord-sydlig riktning, och 0,9 kilometer i öst-västlig riktning.